# Rhyme royal
Der rhyme royal („königlicher Reim“; auch royal stanza) ist eine Strophenform der englischen Dichtung.
Er besteht aus sieben Versen im als heroic verse (eine Form des jambischen Fünfhebers) bezeichneten Versmaß mit dem Reimschema [ababbcc]. So kann die Strophe entweder in eine Terzine und zwei Paarreime ([aba:bb:cc]) oder aber in einen Vierzeiler und einen Dreizeiler ([abab:bcc]) unterteilt werden. Dadurch lässt der rhyme royal einen großen Spielraum zu, insbesondere in epischen Gedichten.
Die Form wurde von Geoffrey Chaucer erfunden (daher auch als Chaucerstrophe bezeichnet), der sie durch Auslassung der siebenten Zeile aus der achtsilbigen französischen Balladenstrophe (ababbcbc) entwickelte.  Chaucer verwendete sie in einigen seiner frühen Gedichte (The Parliament of Fowles), in Troilus und Criseyde und in vier seiner Canterbury Tales.
Der Name der Strophe ist wohl der Tatsache geschuldet, dass König James I. von Schottland sie in seinem chauceresken Gedicht The Kingis Quaire (kurz vor 1424) verwendete.
Zahlreiche englische Dichter haben nach Chaucer die Form verwendet, unter anderem:
- John Lydgate
- Robert Henryson (Morall Fabillis; Testament of Cresseid)
- Thomas Wyatt (They flee from me that sometime did me seek)
- Alexander Barclay (Ship of Fools, 1509[1])
- Stephen Hawes (Pastime of Pleasure, 1509[2])
- Thomas Sackville (Complaint of Henry, Duke of Buckingham[3], 1563)
- Edmund Spenser (The Ruines of Time, 1591; Fowre Hymnes, 1596)
- William Shakespeare (The Rape of Lucrece, 1594)

Ein Beispiel aus Wyatts They flee from me that sometime did me seek:
They flee from me that sometime did me seek
With naked foot, stalking in my chamber.
I have seen them gentle, tame, and meek,
That now are wild and do not remember
That sometime they put themself in danger
To take bread at my hand; and now they range,
Busily seeking with a continual change.
Mit dem Ende des 16. Jahrhunderts verliert die Strophenform an Bedeutung. Neuere Versuche der Wiederbelebung durch Thomas Chatterton, William Morris, John Masefield und Emma Lazarus blieben ohne Widerhall.
Abgewandelte Formen finden sich – zum Teil mit Alexandriner als letztem Vers – und abgewandeltem Reimschema bei John Donne und John Milton ([ababccc]), James Thomson ([ababccb]) und Robert Browning ([ababcca]).
Eine Variante der königliche Strophe ist die stanza mit der ababbaa Reimschema:
This is a spray the Bird clung to,
Making it blossom with pleasure,
Ere the high tree-top she sprung to,
Fit for her nest and her treasure.
O, what a hope beyond measure
Was the poor spray's, which the flying feet hung to,—
So to be singled out, built in, and sung to!
(Robert Browning, Misconceptions)